# NGC 5291
NGC 5291 är en elliptisk galax nästan 200 miljoner ljusår från jorden i Kentauren.
För över 360 miljoner år sedan kolliderade en galax med hög hastighet i NGC 5291:s kärna. NGC 5291 växelverkar med MCG-05-33-005.